# Alfred Sao-ke Sze
Alfred Sao-ke Sze (kinesiska: 施肇基; pinyin: Shī Zhàojī; Wade–Giles: Shih Chao-chi; 1877–1958) var en framstående kinesisk politiker och diplomat under den mest turbulenta perioden i modern kinesisk historia.

## Uppväxt
Sze föddes den 10 april 1877 i Jiangsu. 1892 flyttade Sze till Washington, D.C. med sin far, som var en attaché för den kinesiska legationen till USA. Sze tog examen från Central High School 1897. Han blev den första kinesiska studenten som tog examen från Cornell University 1901. Han återvände till Kina i oktober 1902 för att arbeta för regeringen i Peking.

## Karriär
Sze tjänstgjorde successivt i ministeriet för post och kommunikation, Jilins provinsregering och utrikesministeriet. 1905 var Sze en del av den kinesiska delegationen som besökte ett antal länder för att studera konstitutionalism. 1908–1910 arbetade Sze i Jilin, under den tiden han tog itu med följderna av mordförsöket på Itō Hirobumi. 1911 utsågs han till minister till USA, Spanien och Peru, men utbrottet av Xinhairevolutionen och störtandet av Qing-regeringen ingrep och förhindrade hans resa.
Under Republiken Kina tjänstgjorde Sze kort som transport- och kommunikationsminister och finansminister. 1914–1920 var han Kinas minister till Storbritannien, och 1919 ingick han i den kinesiska delegationen till fredskonferensen i Paris.
Sze, tillsammans med utrikesminister W. W. Yen, C. T. Wang och Wellington Koo, var en del av en kinesisk delegation som reste till USA hösten 1921 för att förhandla med USA för att införa en begränsning av beväpningen på Japan och för att trappa ned spänningar över Japans aggressiva, expansionistiska aktiviteter i Shandong.
Från 1921–1929 var Sze chef för den kinesiska legationen till USA, representerade Pekings regering och säkrade USA:s stöd för att begränsa japansk aggression i norra Kina. I januari 1923 nominerade president Li Yuanhong Sze till posten som utrikesminister, men av alla kabinettsnomineringar avvisades endast Szes av lagstiftarna. Sze fungerade dock en kort stund som tillförordnad utrikesminister tills man kom överens om den nya utrikesministern. I november 1928 utsågs Sze återigen till minister till Storbritannien och delegat till nationernas förbund. Han ersattes i legationen till USA av C.C. Wu.
1931 blev han återigen utpekad som utrikesminister, men tackade nej. Vid den tiden representerade han aktivt Republiken Kina i Nationernas Förbund, och fördömde japansk militär aggression i Manchuriet och krävde förbundets ingripande. Han varnade förbundet att om det misslyckades med att agera skulle Kina inte ha något annat val än att rusta upp sig igen. Förbundet misslyckades med att agera, så i december 1931 erbjöd han sin avgång. Hans erbjudande avslogs och han stannade kvar på sin post.
I januari 1933 utsågs han återigen till minister till USA. Han presenterade sina meriter i februari 1933. I juli 1935, efter att USA och Republiken Kina kommit överens om att höja sina diplomatiska beskickningar från legationer till ambassader, blev Sze den första kinesiska ambassadören i USA. Han efterträddes av C.T. Wang 1937.
Sze var en av grundarna av Världsbanken och var medlem i Världsbankens rådgivande råd från 1947 till 1950.

## Privatliv
Sze gifte sig med Yu-hua "Alice" Tang. Tangs mamma hade varit en hovdam till kejsarinnan Cixi, hennes farbror var premiärminister Tang Shaoyi och hennes kusin Tang Pao-yu var gift med Wellington Koo.
Szes äldre bror, Shi Sao (Chao) Tseng (施肇曾 pinyin: Shī Zhàozēng), född 1868, var också en framstående tjänsteman och tjänstgjorde som diplomat i USA från 1893 till 1897. När han återvände till Kina innehade Shi Sao flera seniora järnvägstjänster, inklusive generaldirektör för Lunghai Railways från 1913 till 1922. Szes yngre bror, S.C. Thomas Sze, gick också på Cornell och var senare en chef för de kinesiska järnvägarna. Ordföranden för Sibley School of Engineering vid Cornell är uppkallad efter S.C. Thomas Sze.
Alfred Sze hade två söner och fyra döttrar. Szeming Sze var FN:s medicinska chef 1955–1968. Deson C. Sze var bankman och tjänstgjorde även som privatsekreterare för T.V. Soong. Mai-mai Sze var en skicklig målare, författare och modell. Julia Sze-Bailey och Alice Wang bodde på Manhattan respektive Boston.
Sze dog den 3 januari 1958, 80 år gammal.